# FC Sheriff Tiraspol
FC Sheriff är en fotbollsklubb från Tiraspol, Moldavien. Klubben har under 2000- och 2010-talet dominerat moldavisk fotboll. Klubben ägs av företaget Sheriff.

## Historia

### 2009/2010
FC Sheriff nådde säsongen 2009/2010 UEFA Europa Leagues gruppspel. Detta gjorde man efter att ha inlett säsongen med att kvala till UEFA Champions League där man först slog ut FC Inter Åbo med totalt 2–0. Man fick då möta SK Slavia Prag, där skrällde man och tog sig vidare efter 1–1 och bortamålen fick avgöra. Då var man framme i den slutliga playoffrundan och fick där möta Olympiakos FC. Man förlorade med totalt 3–0 men var klara för Uefa Europa Leagues gruppspel.
Väl i gruppspelet så lottades man med Fenerbahce SK, FC Twente och FC Steaua Bukarest. Efter fyra matcher så har moldavierna överraskat och skrapat ihop fyra poäng. Detta efter följande resultat, Steaua Bucureşti–Sheriff 0–0, FC Sheriff–Fenerbahçe SK 0–1, Sheriff–Twente 2–0 och Twente–Sheriff 2–1. För Sheriff återstår nu en hemmamatch mot Steaua Bukarest och en bortamatch mot Fenerbahce.

## Skrällen i Champions League 2021/2022
Säsongen 2021/2021 debuterade FC Sheriff i Champions League. Första matchen vann de mot Sjachtar Donetsk med 2–0. I den andra matchen den 28 september 2021 vann de med 2–1 mot Real Madrid. Första målet gjordes i 25:e matchminuten av Jasurbek Yakhshiboev. Kvittering av Karim Benzema skedde i 65:e matchminuten varpå sista målet gjorde i den 89:e av Sébastien Thill.

## Placering tidigare säsonger
| Säsong  | Nivå | Liga              | Placering | Webbplats |
| ------- | ---- | ----------------- | --------- | --------- |
| 2010/11 | 1.   | Divizia Națională | 2.        | [ 1 ]     |
| 2011/12 | 1.   | Divizia Națională | 1.        | [ 2 ]     |
| 2012/13 | 1.   | Divizia Națională | 1.        | [ 3 ]     |
| 2013/14 | 1.   | Divizia Națională | 1.        | [ 4 ]     |
| 2014/15 | 1.   | Divizia Națională | 3.        | [ 5 ]     |
| 2015/16 | 1.   | Divizia Națională | 1.        | [ 6 ]     |
| 2016/17 | 1.   | Divizia Națională | 1.        | [ 7 ]     |
| 2017    | 1.   | Divizia Națională | 1.        | [ 8 ]     |
| 2018    | 1.   | Divizia Națională | 1.        | [ 9 ]     |
| 2019    | 1.   | Divizia Națională | 1.        | [ 10 ]    |
| 2020/21 | 1.   | Divizia Națională | 1.        | [ 11 ]    |
| 2021/22 | 1.   | Divizia Națională | 1.        | [ 12 ]    |
| 2022/23 | 1.   | Superligan        | 1.        | [ 13 ]    |

## Spelartruppen
| Nr | Land            | Pos | Namn                                         |
| -- | --------------- | --- | -------------------------------------------- |
| 1  | Moldavien       | MV  | Victor Străistari                            |
| 2  | Niger           | F   | Adamou Djibo                                 |
| 3  | Ghana           | F   | Kwame Boakye                                 |
| 7  | Burkina Faso    | A   | Abou Ouattara                                |
| 8  | Kap Verde       | MF  | João Paulo Fernandes                         |
| 9  | Sydsudan        | A   | Ajak Riak                                    |
| 10 | Burkina Faso    | MF  | Cedric Badolo                                |
| 16 | Malta           | MV  | Rashed Al-Tumi                               |
| 17 | Kamerun         | A   | Jerome Ngom Mbekeli                          |
| 18 | Mali            | MF  | Moussa Kyabou                                |
| 20 | Elfenbenskusten | F   | Armel Zohouri                                |
| 22 | England         | F   | Tyler Reid                                   |
| 24 | Moldavien       | MF  | Danila Forov                                 |
| 31 | Algeriet        | MF  | Sid Ahmed Aissaoui (på lån från CSKA Moskva) |
| 33 | Brasilien       | F   | Matheus Lins                                 |

| Nr | Land            | Pos | Namn                |
| -- | --------------- | --- | ------------------- |
| 34 | Moldavien       | MV  | Dumitru Celeadnic   |
| 42 | Elfenbenskusten | A   | Konan Loukou        |
| 44 | Albanien        | F   | Alesio Mija         |
| 45 | Marocko         | MF  | Ayyoub Allach       |
| 46 | Nordmakedonien  | F   | Stefan Despotovski  |
| 47 | Nigeria         | MF  | Gideon Uche Goodlad |
| 50 | Elfenbenskusten | F   | Jocelin Behiratche  |
| 55 | Uruguay         | MF  | Maicol Ferreira     |
| 61 | Nigeria         | A   | Rasheed Akanbi      |
| 66 | Sint Maarten    | F   | Ilounga Pata        |
| 69 | Nigeria         | MF  | Peter Ademo         |
| 77 | Moldavien       | A   | Mihail Ghecev       |
| 90 | Mauretanien     | A   | Pape Ndiaga Yade    |
| 91 | Kroatien        | F   | Roko Jureškin       |
| 95 | Moldavien       | MF  | Vadim Paireli       |